# Josete Miranda
José Antonio „Josete” Miranda Boacho (ur. 22 lipca 1998 w Getafe) – piłkarz z Gwinei Równikowej hiszpańskiego pochodzenia grający na pozycji lewego napastnika w klubie Niki Wolos.

## Kariera juniorska
Miranda grał jako junior w CD Tetuán, AD Unión Adarve, Realu Madryt (2010–2012) oraz Getafe CF (2012–2015).

## Kariera seniorska

### Getafe CF B
Miranda zadebiutował w drugiej drużynie Getafe CF 8 lutego 2015 w meczu z UB Conquense (wyg. 0:2). Pierwszą bramkę zawodnik ten zdobył 5 grudnia 2015 w przegranym 4:1 spotkaniu przeciwko Arenas Getxo. Łącznie dla Getafe CF B Miranda rozegrał 89 meczów, strzelając 17 goli.

### Getafe CF
Miranda zaliczył debiut dla Getafe CF 10 kwietnia 2021 w przegranym 0:1 spotkaniu przeciwko Cádiz CF.

### Niki Wolos
Miranda został wypożyczony do Niki Wolos 13 września 2021. Zadebiutował on dla tego klubu 26 września 2021 w meczu z PO Fiki (wyg. 0:1), notując asystę. Pierwszą bramkę zawodnik ten zdobył 16 grudnia 2021 w wygranym 7:0 spotkaniu przeciwko AO Kawala.

## Kariera reprezentacyjna
| Mecze i gole w reprezentacji | Mecze i gole w reprezentacji | Mecze i gole w reprezentacji | Mecze i gole w reprezentacji | Mecze i gole w reprezentacji | Mecze i gole w reprezentacji | Mecze i gole w reprezentacji | Mecze i gole w reprezentacji                    |
| Gwinea Równikowa             | Gwinea Równikowa             | Gwinea Równikowa             | Gwinea Równikowa             | Gwinea Równikowa             | Gwinea Równikowa             | Gwinea Równikowa             | Gwinea Równikowa                                |
| Lp.                          | Data                         | Miejsce                      | Gospodarz                    | Gość                         | Wynik                        | Gol                          | Rozgrywki                                       |
| ---------------------------- | ---------------------------- | ---------------------------- | ---------------------------- | ---------------------------- | ---------------------------- | ---------------------------- | ----------------------------------------------- |
| 1.                           | 26.03.2015                   | Kair                         | Egipt                        | Gwinea Równikowa             | 2:0                          |                              | Mecz towarzyski                                 |
| 2.                           | 29.03.2015                   | Abidżan                      | Wybrzeże Kości Słoniowej     | Gwinea Równikowa             | 1:1                          |                              | Mecz towarzyski                                 |
| 3.                           | 06.06.2015                   | Andora                       | Andora                       | Gwinea Równikowa             | 0:1                          |                              | Mecz towarzyski                                 |
| 4.                           | 14.06.2015                   | Bata                         | Gwinea Równikowa             | Benin                        | 1:1                          |                              | Puchar Narodów Afryki 2017 – kwalifikacje       |
| 5.                           | 05.09.2015                   | Dżuba                        | Sudan Południowy             | Gwinea Równikowa             | 1:0                          |                              | Puchar Narodów Afryki 2017 – kwalifikacje       |
| 6.                           | 10.10.2015                   | Prisztina                    | Kosowo                       | Gwinea Równikowa             | 2:0                          |                              | Mecz towarzyski                                 |
| 7.                           | 12.11.2015                   | Agadir                       | Maroko                       | Gwinea Równikowa             | 2:0                          |                              | Mistrzostwa Świata 2018 – eliminacje            |
| 8.                           | 15.11.2015                   | Bata                         | Gwinea Równikowa             | Maroko                       | 1:0                          |                              | Mistrzostwa Świata 2018 – eliminacje            |
| 9.                           | 04.09.2016                   | Malabo                       | Gwinea Równikowa             | Sudan Południowy             | 4:0                          | Gol                          | Puchar Narodów Afryki 2017 – kwalifikacje       |
| 10.                          | 08.09.2018                   | Bata                         | Gwinea Równikowa             | Sudan                        | 1:0                          |                              | Puchar Narodów Afryki 2019 – kwalifikacje       |
| 11.                          | 13.10.2018                   | Bata                         | Gwinea Równikowa             | Madagaskar                   | 0:1                          |                              | Puchar Narodów Afryki 2019 – kwalifikacje       |
| 12.                          | 16.10.2018                   | Antananarywa                 | Madagaskar                   | Gwinea Równikowa             | 1:0                          |                              | Puchar Narodów Afryki 2019 – kwalifikacje       |
| 13.                          | 22.03.2019                   | Omdurman                     | Sudan                        | Gwinea Równikowa             | 1:4                          |                              | Puchar Narodów Afryki 2019 – kwalifikacje       |
| 14.                          | 25.03.2019                   | Rijad                        | Arabia Saudyjska             | Gwinea Równikowa             | 3:2                          |                              | Mecz towarzyski                                 |
| 15.                          | 04.09.2019                   | Omdurman                     | Sudan Południowy             | Gwinea Równikowa             | 1:1                          |                              | Mistrzostwa Świata 2022 – eliminacje strefy CAF |
| 16.                          | 08.09.2019                   | Bata                         | Gwinea Równikowa             | Sudan Południowy             | 1:0                          |                              | Mistrzostwa Świata 2022 – eliminacje strefy CAF |
| 17.                          | 19.11.2019                   | Malabo                       | Gwinea Równikowa             | Tunezja                      | 0:1                          |                              | Puchar Narodów Afryki 2021 – kwalifikacje       |
| 18.                          | 11.11.2020                   | Kair                         | Libia                        | Gwinea Równikowa             | 2:3                          | Gol                          | Puchar Narodów Afryki 2021 – kwalifikacje       |
| 19.                          | 15.11.2020                   | Bata                         | Gwinea Równikowa             | Libia                        | 1:0                          |                              | Puchar Narodów Afryki 2021 – kwalifikacje       |
| 20.                          | 25.03.2021                   | Malabo                       | Gwinea Równikowa             | Tanzania                     | 1:0                          |                              | Puchar Narodów Afryki 2021 – kwalifikacje       |
| 21.                          | 03.09.2021                   | Radis                        | Tunezja                      | Gwinea Równikowa             | 3:0                          |                              | Mistrzostwa Świata 2022 – eliminacje strefy CAF |
| 22.                          | 07.09.2021                   | Malabo                       | Gwinea Równikowa             | Mauretania                   | 1:0                          |                              | Mistrzostwa Świata 2022 – eliminacje strefy CAF |
| 23.                          | 07.10.2021                   | Malabo                       | Gwinea Równikowa             | Zambia                       | 2:0                          |                              | Mistrzostwa Świata 2022 – eliminacje strefy CAF |
| 24.                          | 10.10.2021                   | Lusaka                       | Zambia                       | Gwinea Równikowa             | 1:1                          |                              | Mistrzostwa Świata 2022 – eliminacje strefy CAF |
| 25.                          | 16.11.2021                   | Nawakszut                    | Mauretania                   | Gwinea Równikowa             | 1:1                          |                              | Mistrzostwa Świata 2022 – eliminacje strefy CAF |
| 26.                          | 16.01.2022                   | Duala                        | Algieria                     | Gwinea Równikowa             | 0:1                          |                              | Puchar Narodów Afryki 2021                      |
| 27.                          | 20.01.2022                   | Limbé                        | Sierra Leone                 | Gwinea Równikowa             | 0:1                          |                              | Puchar Narodów Afryki 2021                      |
| 28.                          | 26.01.2022                   | Limbé                        | Mali                         | Gwinea Równikowa             | 0:0 (5:6 p.r.k.)             |                              | Puchar Narodów Afryki 2021                      |
| 29.                          | 30.01.2022                   | Limbé                        | Senegal                      | Gwinea Równikowa             | 3:1                          |                              | Puchar Narodów Afryki 2021                      |